# Arvicola amphibius
Arvicola amphibius là một loài động vật có vú trong họ Cricetidae, bộ Gặm nhấm. Loài này được Linnaeus mô tả năm 1758.

## Hình ảnh

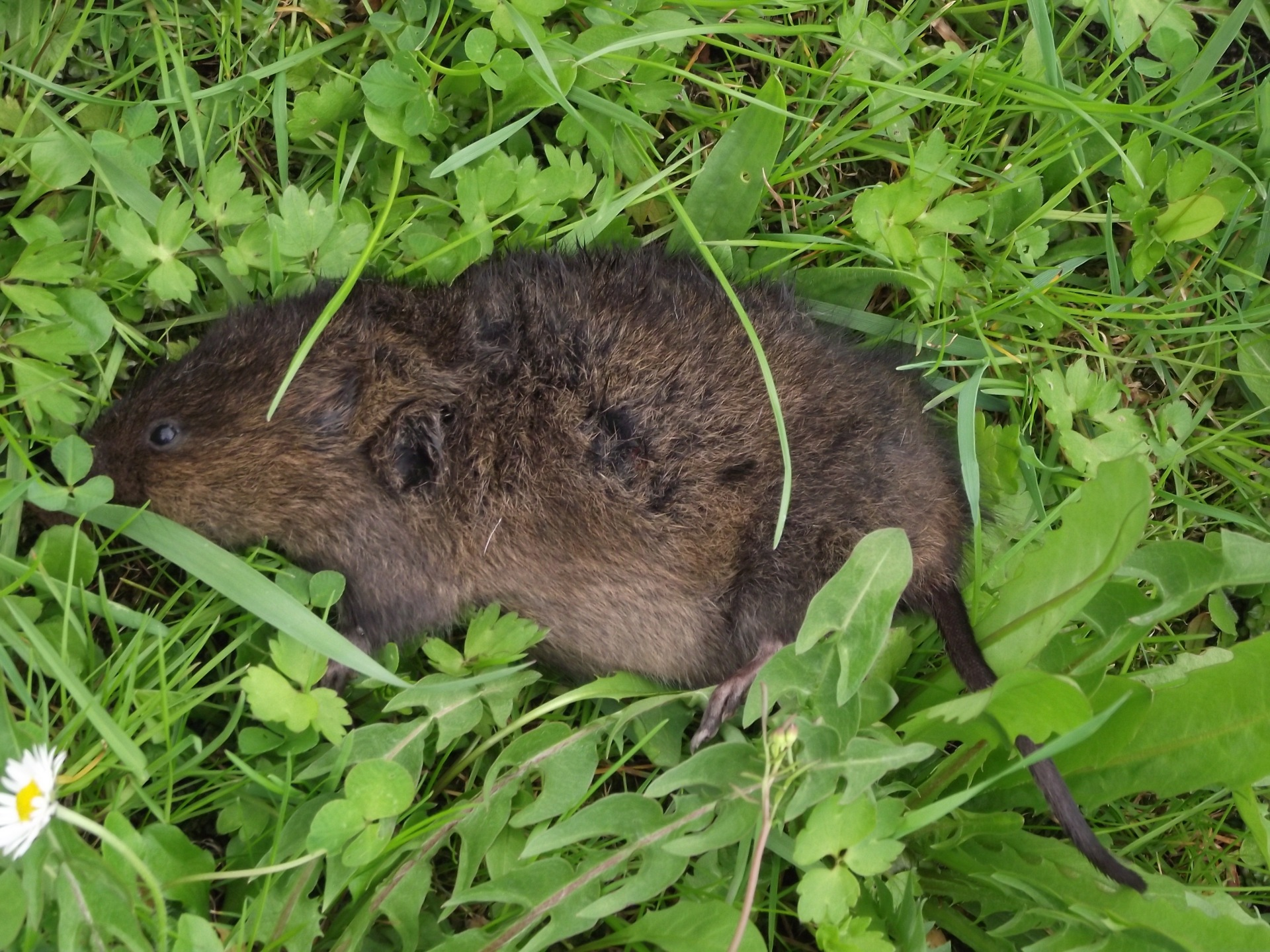
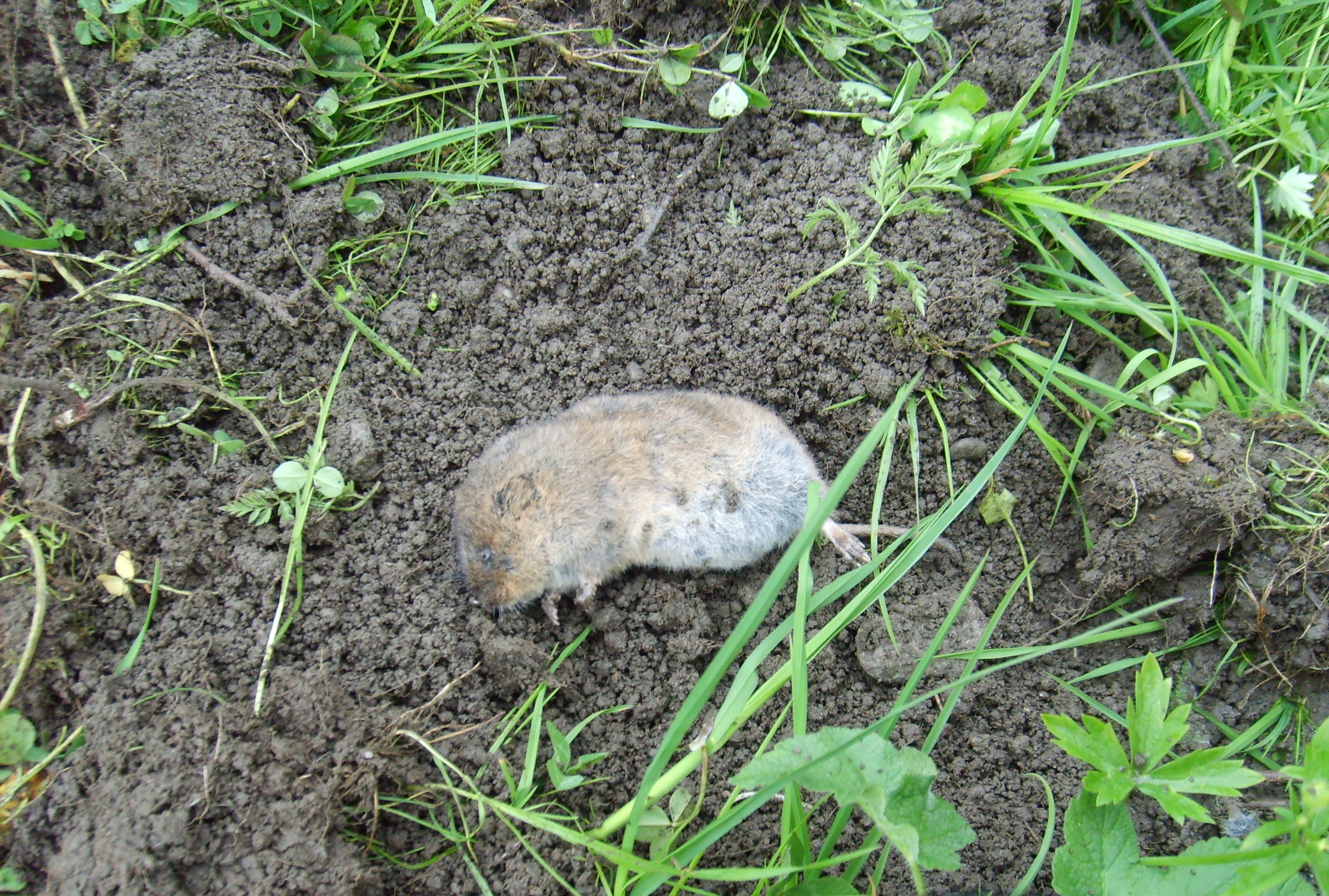
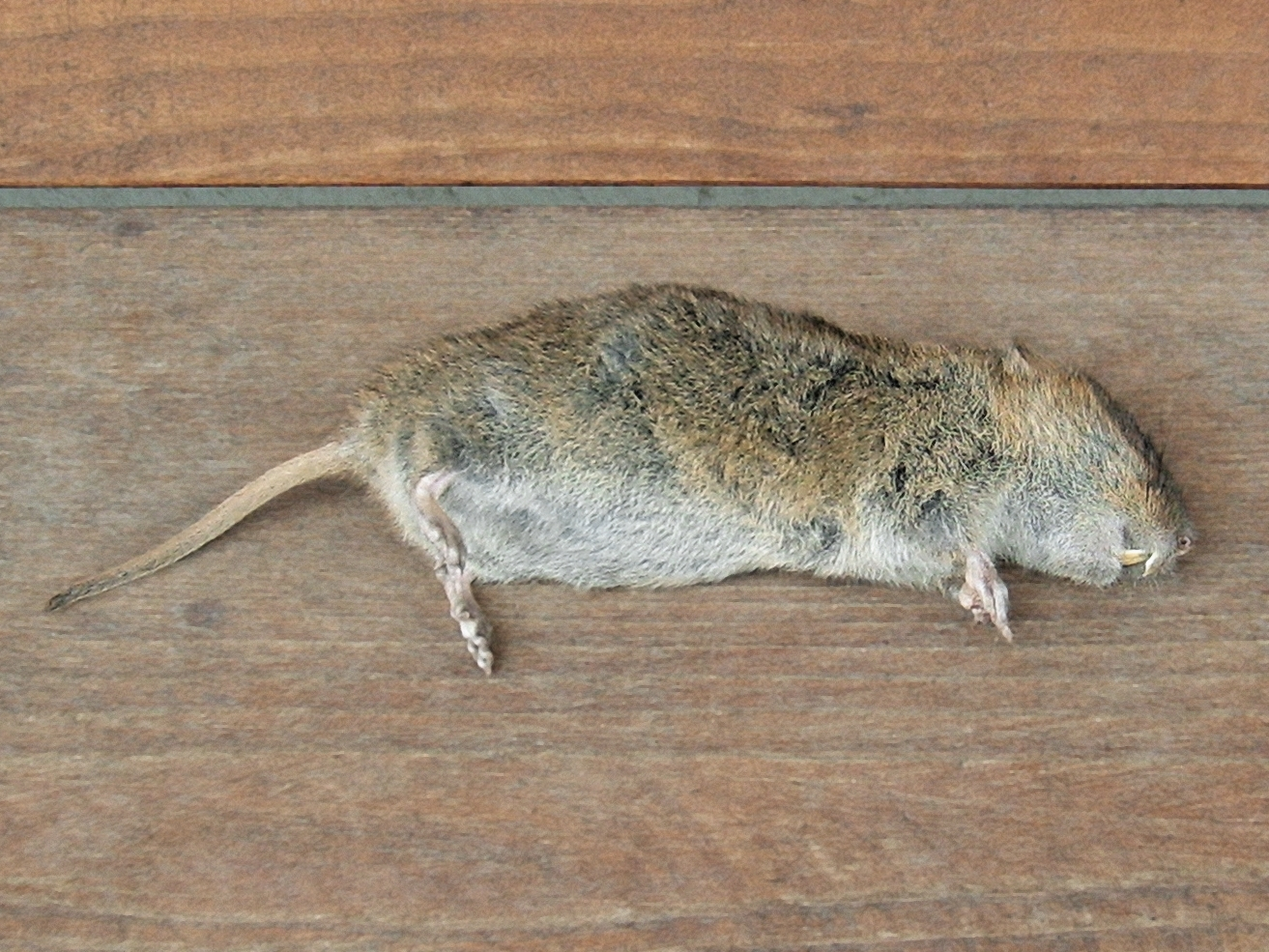
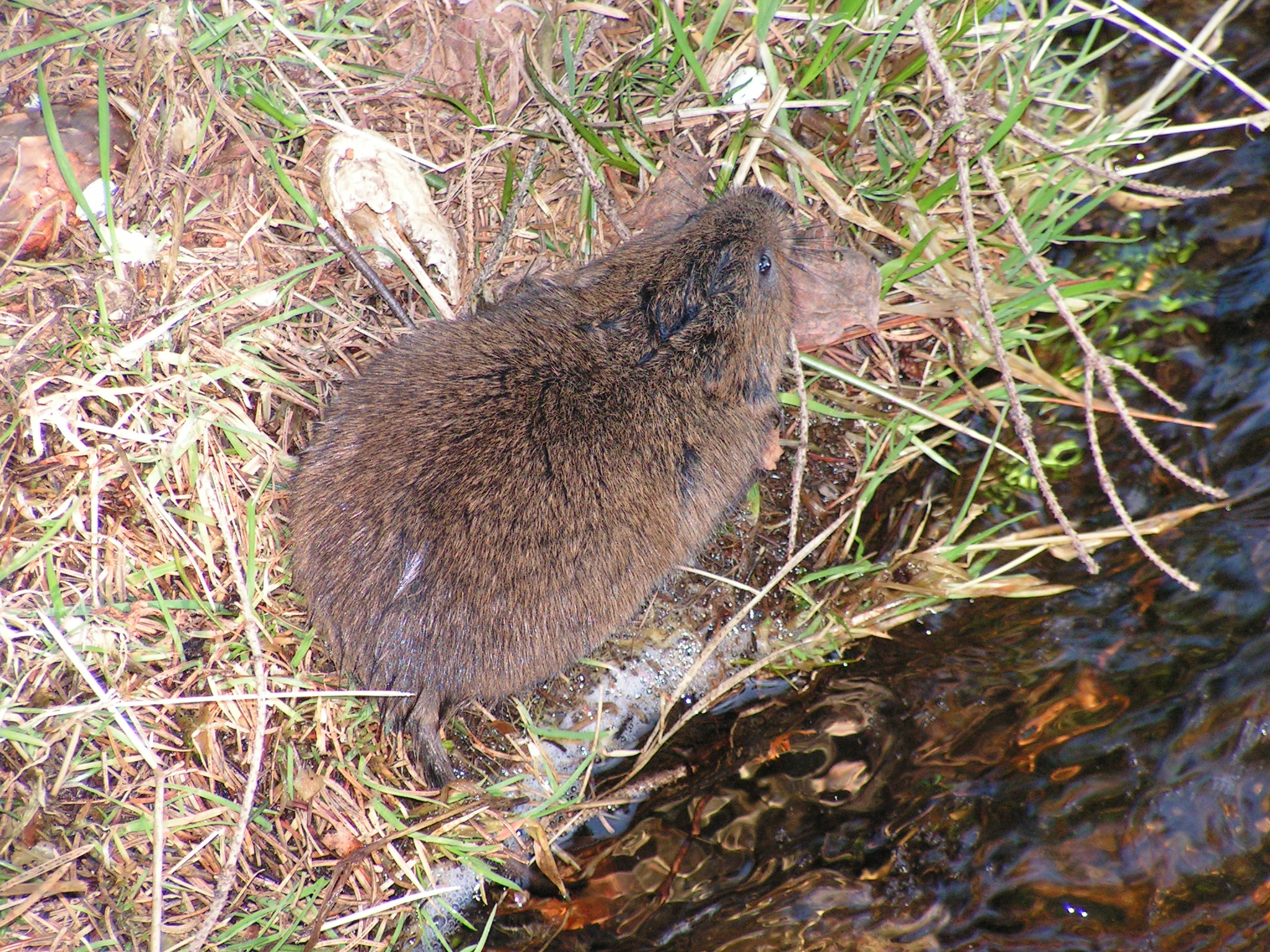